# Myrtales
Myrtales је ред цветница из разреда Magnoliopsida, дивизија Tracheophyta, царство Plantae. Класификован је као сестрински кладус Rosids, како је објављено у опису генома Eucalyptus grandis, јуна 2014.
APG III систем класификације за ангиосперме и даље га сврстава у еуросиде. Овај налаз поткрепљује постављање Myrtalesa у малвидни кладус, према иницијативи биљног транскриптома хиљаде биљака. The following families are included as of APG III:

## Таксономија
Следеће породице спадају у овај ред: 
- Породица
- Породица
- Породица
- Породица
- Породица
- Породица
- Породица
- Породица
- Породица
- Породица
- Породица
- Породица
- Породица
- Породица

Ред Myrtales по Кронквистовом систему има сличан састав фамилија, с тим што укључује фамилију Thymelaeaceae, а фамилија Vochysiaceae је прикључена реду Polygalales. Фамилије Sonneratiaceae, Trapaceae и Punicaceae су издвојене из Lythraceae.